# Kaoani
 (août 2024).
Si vous disposez d'ouvrages ou d'articles de référence ou si vous connaissez des sites web de qualité traitant du thème abordé ici, merci de compléter l'article en donnant les références utiles à sa vérifiabilité et en les liant à la section « Notes et références ».

Un kaoani

Un kaoani (顔アニ) est une émoticône animée qui sautille.
Le mot « Kaoani » vient du japonais kao (顔, visage) et ani (アニ, animation).
Mais les kaoanis sont connus aussi en dehors du Japon, par exemple sous les noms de « puffs », « anime blobs », « anikaos » et « anime emoticons ».
Leur utilisation première est d'être insérées dans des forums internet, sur des profils de site tel que MySpace, Facebook ou Hi5, dans des blogs et sur MSN Messenger ou Yahoo Messenger pour indiquer l'humeur du moment. Ils peuvent prendre différentes formes telles que celles d'animaux, d'aliments (souvent des boules de riz), des gouttes colorées ou des personnages de manga comme Naruto. Ils sont souvent en train de faire quelque chose de drôle.
Ils sont toujours créés au format GIF, qui supporte les animations.